# 韓明 (成化進士)
韓明（1443年—？），字惟遠，浙江紹興府餘姚縣人，民籍，明朝政治人物。進士出身。

## 生平
早年出身儒士，舉浙江鄉試第十七名。成化十一年（1475年）乙未科會試第一百八十二名，殿試登進士第三甲第二十四名。

## 家族
曾祖父韓自齡。祖父韓玘。父亲韓熙。